# Enville (Staffordshire)
Enville is een plaats en civil parish in het bestuurlijke gebied South Staffordshire, in het Engelse graafschap Staffordshire met 489 inwoners.